# Rostmonark
Rostmonark (Symposiachrus rubiensis) är en fågel i familjen monarker inom ordningen tättingar.

## Utbredning och systematik
Fågeln förekommer i låglänta områden i Västpapua (med undantag för Fågelhuvudhalvön).

## Status
IUCN kategoriserar arten som livskraftig.